# Конференция Big 12
Конфере́нция Big 12 (англ. Big 12 Conference) — конференция в первом дивизионе студенческого спорта США, основанная 25 февраля 1994 года. Штаб-квартира конференции находится в Ирвинге, штат Техас. Участники конференции соревнуются в первом дивизионе NCAA, а команды по американскому футболу в Football Bowl Subdivision (FBS), ранее известном как Division I-A. В настоящее время в состав конференции входят 10 университетов, расположенных в штатах Айова, Канзас, Оклахома, Техас и Западная Виргиния, из которых 8 государственных и 2 частных.

## История
Конференция Big 12 была образована 25 февраля 1994 года, когда четыре известных колледжа из Техаса, которые были членами Юго-Западной конференции, были приглашены присоединиться к восьми членам конференции Big 8, чтобы сформировать новую конференцию из 12 университетов.
С 2010 по 2011 год изначальный состав конференции значительно изменился:
- 10 июня 2010 года Колорадский университет в Боулдере покинул Big 12 и вступил в Pac-12 в 2011 году[4]
- 11 июня 2010 года Университет Небраски-Линкольна покинул Big 12 и вступил в Big Ten в 2011 году[5]
- 31 августа 2011 года Техасский университет A&M покинул Big 12 и вступил в SEC в 2012 году[6]
- 10 октября 2011 года Техасский христианский университет покинул Горный Запад и вступил в Big 12 в 2012 году[7]
- 28 октября 2011 года Университет Западной Виргинии покинул Big East и вступил в Big 12 в 2012 году[8]
- 6 ноября 2011 года Миссурийский университет покинул Big 12 и вступил в SEC в 2012 году[9]

## Члены конференции

### Действующие члены
| Университет                              | Место положения                | Основан | Вступил | Тип             | Студентов | Прозвище         |
| ---------------------------------------- | ------------------------------ | ------- | ------- | --------------- | --------- | ---------------- |
| Бэйлорский университет                   | Уэйко (Техас)                  | 1845    | 1996    | Частный         | 18 033    | Беарз/Лэди Беарз |
| Университет штата Айова                  | Эймс (Айова)                   | 1858    | 1996    | Государственный | 35 000    | Сайклонс         |
| Канзасский университет                   | Лоренс (Канзас)                | 1865    | 1996    | Государственный | 28 423    | Джейхокс         |
| Университет штата Канзас                 | Манхэттен (Канзас)             | 1863    | 1996    | Государственный | 22 221    | Уайлдкэтс        |
| Оклахомский университет                  | Норман (Оклахома)              | 1890    | 1996    | Государственный | 28 564    | Сунерс           |
| Университет штата Оклахома в Стиллуотере | Стиллуотер (Оклахома)          | 1890    | 1996    | Государственный | 25 295    | Ковбойз/Ковгирлз |
| Техасский университет в Остине           | Остин (Техас)                  | 1883    | 1996    | Государственный | 51 832    | Лонгхорнс        |
| Техасский технологический университет    | Лаббок (Техас)                 | 1923    | 1996    | Государственный | 38 209    | Ред Райдерс      |
| Университет Западной Виргинии            | Моргантаун (Западная Виргиния) | 1867    | 2012    | Государственный | 29 959    | Маунтинирс       |
| Техасский христианский университет       | Форт-Уэрт (Техас)              | 1873    | 2012    | Частный         | 10 918    | Хорнед Фрогс     |

### Бывшие участники
| Университет                        | Место положения         | Основан | Вступил | Покинул | Тип             | Студентов | Прозвище    | Нынешняя конференция |
| ---------------------------------- | ----------------------- | ------- | ------- | ------- | --------------- | --------- | ----------- | -------------------- |
| Колорадский университет в Боулдере | Боулдер (Колорадо)      | 1876    | 1996    | 2011    | Государственный | 30 128    | Баффалос    | Pac-12               |
| Университет Небраски-Линкольна     | Линкольн (Небраска)     | 1869    | 1996    | 2011    | Государственный | 24 100    | Корнхаскерс | Big Ten              |
| Миссурийский университет           | Колумбия (Миссури)      | 1839    | 1996    | 2012    | Государственный | 34 255    | Тайгерс     | SEC                  |
| Техасский университет A&M          | Колледж-Стейшен (Техас) | 1876    | 1996    | 2012    | Государственный | 53 337    | Эггис       | SEC                  |